# هاري ديفيس (لاعب كرة قاعدة)
هاري ديفيس (بالإنجليزية: Harry Davis)‏ هو لاعب كرة قاعدة أمريكي، ولد في 19 يوليو 1879 في فيلادلفيا في الولايات المتحدة، وتوفي بنفس المكان في 11 أغسطس 1947.

## وصلات خارجية
- هاري ديفيس على موقعبيزبول رفرنس.كوم (الدوري الرئيسي) (الإنجليزية)
- هاري ديفيس على موقعبيزبول رفرنس.كوم (الدوري الثانوي) (الإنجليزية)
- هاري ديفيس على موقع إي إس بي إن.كوم (أم.أل.بي) (الإنجليزية)
- هاري ديفيس على موقع مشجعي الرسوم البيانية (الإنجليزية)